# 高機動交響曲GPO
《高機動交響曲GPO》是由SCE所發售的PlayStation2遊戲。主要由《白之章》、《綠之章》、《青之章》三個編章構成。是2000年發售的PlayStation遊戲高機動幻想的續篇。原案、人物設定都是芝村裕吏。
動畫版於2005年10月播放。全24話。

## 白之章～青森企鵝傳說～（第一章）

### 簡介
高機動交響曲 白之章～青森企鵝傳說～是高機動交響曲三部曲第一作，於2006年1月12日發售。初回限定版包括設定資料集、遊戲DVD、OVA CD、音樂CD以及部隊紋章金屬板盾飾等特典。
故事發生在前作『高機動幻想』約半年後，1999年12月1日至2000年2月29日時期的青森縣，描寫著第108警護師團活躍的SF系作品。本單元則以操作人型機甲的戰士們與異型生物決戰為主軸。

### 特徵
- 繼承了『高機動幻想』中的特徵，登場人物以AI來控制，故事會因為人物的行動而差生變化。
- 戰鬥方式與前作有所不同，以第三人稱射擊遊戲來進行。同時也可以選擇人物作為小隊長指揮戰場，對戰鬥情況作出影響。
- 能力以及技能訓練也與前作有所不同，變成可從5個方案中選擇訓練方式。同時訓練時間也變成 半小時至六小時 4個階段的固定值中選擇。
- 登場學生一次只有9名，除了主角死亡外，其他將會從名單中取出一人補上，死者是戰鬥兵的話會由整備兵補上，整備兵會由和死者性質相同的人物補上。下列人物皆已死亡的話，會自動隨機製作出新的人物加入。
- 於第一輪遊戲中，除了主角之外，其他成員會隨機選出。第二輪可選駕駛員。第三輪時9名隊員也可選擇。

### 登場人物
這兒的兵種與動畫版有所不同。
石田咲良（聲優：豊口めぐみ）
15歲的偵察兵。
動畫版設定：故事第一章主角。新上任的第108警護師團第4中隊的中隊長。15歲就於軍官學校以優秀成績畢業，但為該隊的富有個性的隊長而煩惱。
初始人物關係：與亞美關係良好，可信賴。與乃恵留關係差。對佐藤不信。對航有好感。
横山亞美（聲優：浅野真澄）
16歲的突撃兵。
小島航（聲優：野島裕史）
17歲的戰車兵。
村田彩華（聲優：玉川紗己子）
21歲的偵察兵。
菅原乃恵留（聲優：千葉紗子）
15歲的戰車兵。
渡部愛梨沙（聲優：成田紗矢香）
13歲的突撃兵。
竹内優斗（聲優：福山潤）
18歲的突撃兵。
谷口龍馬（聲優：稲田徹）
17歲的砲撃兵。
鈴木真央（聲優：仙台エリ）
15歲的偵察兵。
佐藤尚也（聲優：河杉貴志 ）
13歲的戰車兵。
吉田遙（聲優：おみむらまゆこ ）
14歲的狙撃兵。
工藤百華（聲優：浅川悠 ）
16歲的偵察兵。
山口葉月（聲優：奥島和美 ）
16歲的醫務兵。
岩崎仲俊（聲優：神谷浩史）
16歲的突撃兵。
野口直也（聲優：諏訪部順一）
18歲的偵察兵。
上田虎雄（聲優：川田紳司 ）
16歲的偵察兵。
小島空（聲優：太田真一郎）
24歲的担任教師。
Hard-boiled企鵝（聲優：若本規夫）
瀬戸口隆之（聲優：梅津秀行）
17歲的戰車兵。需有特定件件才能加入。
壬生屋未央（聲優：佐久間純子）
16歲的戰車兵。需有特定件件才能加入。
東原希望（聲優：こおろぎさとみ）
10歲的偵察兵。需有特定件件才能加入。
青之厚志（聲優：石田彰）
15歲的突撃兵。需有特定件件才能加入。

## 綠之章～狼與他的少年～（第二季）

### 簡介
在日本的中國地方，異型生物正不斷地肆虐，有一群騎乘著人工培養的改造生物「雷電」的戰士們，奮力與異型生物展開一場廝殺……

### 登場人物
源 健司（聲優：風間勇刀）
17歲的突撃兵。
動畫版設定：故事第二章主角。
金城美姫（聲優：恒松あゆみ）
17歲的突撃兵。
龍造寺紫苑（聲優：小西克幸）
17歲的偵察兵。
芝村英吏（聲優：山崎たくみ）
15歲的偵察兵。
動畫版設定：雷電中隊的上司，身材肥胖且帶著眼鏡；本角色的名字源自於本系列作品的腳本家芝村裕吏。
深澤正俊（聲優：下和田裕貴）
15歲的航空兵。
結城火焔（聲優：渡辺明乃）
15歲的突撃兵。
先内劍（聲優：三木眞一郎）
16歲的戦車兵
動畫版設定：無登場。
紅・愛斯朵爾・維拉（聲優：折笠富美子）
16歲的戦車兵。
齊藤奈津子（聲優：神田理江）
17歲的突撃兵
牧原倖（聲優：岸尾大輔）
15歲的突撃兵。
國分正昭（聲優：三宅健太）
18歲的砲撃兵。
神海那美（聲優：中原麻衣）
17歲的衛生兵。
荒木雪子（聲優：木村亜希子）
16歲的衛生兵。
牧原輝春（聲優：伊藤静）
15歲的突撃兵
柱空歌（聲優：藤堂まり）
16歲的衛生兵。
風間東二（聲優：渡部猛）
51歳。鷲宮家的管家、副教官。
鷲宮透子（聲優：山口由里子）
28歲的伯爵的担任教師。
スピキオ・ヌマ・ブフリコラ
熊本からやって来た猫。プレイヤーは選択できないが、ある条件を満たすと戦闘にて搭乗可。
芝村舞（聲優：岡村明美）
15歲的偵察兵。需有特定件件才能加入。
瀧川陽平（聲優：山口勝平）
15歲的戦車兵。需有特定件件才能加入。
石津 萌（聲優：大谷育江）
16歲的衛生兵。需有特定件件才能加入。
善行 忠孝（聲優：樫井笙人）
25歲的偵察兵。需有特定件件才能加入。

## 青之章～將信送到光之海～（第三季）

### 簡介
本單元以一群居住在小笠原群島的人們所經歷之前途多舛的日子為主軸，相較於前兩季，戰爭描寫相對較少。

### 登場人物
藏野瑞穗（聲優：山川琴美）
15歲的狙撃兵。
石塚弘（聲優：間島淳司）
16歲的偵察兵。
佐久間誠司（聲優：鳥海浩輔）
17歲的戦車兵。
田島順一（聲優：加瀨康之）
17歲的突撃兵。
辻野友美（聲優：榎本温子）
14歲的偵察兵。
古關里美（聲優：氷上恭子）
17歲的偵察兵。
小野真義（聲優：宮田幸季）
14歳（設定資料為15歲）的突撃兵。
大塚浩二（聲優：檜山修之）
14歳（設定資料為15歲）的突撃兵。
永野英太郎（聲優：新垣樽助）
17歲的偵察兵。
田上由加里（聲優：小島幸子）
16歲的突撃兵。
飛子室梓（聲優：櫻井浩美）
16歲的衛生兵。
武田裕和（聲優：内藤玲）
16歲的突撃兵。
山本艾利斯（聲優：清水愛）
14歲的偵察兵。
動畫版設定：無登場。
松尾健太郎（聲優：鈴木千尋）
14歲的突撃兵。
島丈晴（聲優：山本泰輔）
16歲的偵察兵。
中山千惠（聲優：松岡由貴）
15歲的偵察兵。
動畫版設定：無登場。
篠山瀨利恵（聲優：長澤美樹）
16歲的偵察兵。
動畫版設定：無登場。
鈴木俊郎（聲優：山口隆行 ）
16歲的突撃兵。
動畫版設定：無登場。
大迫太平（聲優：山野井仁）
30歲的担任教師。
都綾子（聲優：久川綾）
29歲的校醫。
simasima
松鼠。
若宮康光（聲優：森川智之）
17歲的突撃兵。需有特定件件才能加入。
原素子（聲優：篠原恵美）
19歲的偵察兵。需有特定件件才能加入。
森精華（聲優：西村ちなみ）
17歲的突撃兵。需有特定件件才能加入。
茜大介（聲優：阪口大助）
14歲的偵察兵。需有特定件件才能加入。
狩谷夏樹

加藤祭

石塚加奈子

## 用語

### 兵種
戰車兵
航空兵
突撃兵
狙撃兵
偵察兵
砲撃兵
衛生兵
整備兵

## 主題曲
白之章—《夢にみた楽園》(在夢裡看見的樂園)
作詞：mavie　作、編曲：飯塚昌明　歌：美鄉秋
綠之章—《太陽に手をのばせ》
作詞：mavie　作曲：田村信二　編曲：鈴木マサキ　歌：橋本美雪　
青之章—《抱きしめたその後で》(擁抱此後)
作詞：畑亞貴　作曲：栗林美奈實　編曲：飯塚昌明　歌：栗林美奈實
動畫版OP—《Faze to love》
作詞：畑亞貴 作、編曲：齋藤真也 歌：橋本美雪
動畫版ED—《ふたりが忘れない》(不忘記二人)
作詞：畑亞貴 作、編曲：飯塚昌明 歌：美鄉秋

## 動畫版

### 製作人員
- 原作：SCEI
- 監督：篠原俊哉
- 總導演：佐藤豊
- 系列構成：福嶋幸典
- 人物設計・總作畫監督：たむらかずひこ
- 機械設計原案：堀井敏之
- 機械設計：小川浩
- 美術：荒井和浩
- 色彩設定：志甫聡子
- 撮影：斉藤めぐみ
- 系列導演：佐藤豊
- 音樂：七瀬光、古川昌義
- 音響監督：高寺雄
- 製片人：永野英太郎、大野聡、森本浩二、太田賢司
- 動畫製片人：松本健、南喜長、小沢十光
- 動畫制作：ブレインズ・ベース
- 制作：テレビ朝日
- 製作：ガンパレード・オーケストラ製作委員会

### 各話標題
| 篇章   | 話數 | 日文標題           | 中文標題         | 劇本     | 分鐘              | 演出             | 作畫監督          |
| ------ | ---- | ------------------ | ---------------- | -------- | ----------------- | ---------------- | ----------------- |
| 白之章 | 1    | 初陣               | 首戰             | 福嶋幸典 | 篠原俊哉          | 篠原俊哉         | たむらかずひこ    |
| 白之章 | 2    | アウトブレイク     | 戰爭爆發         | 三浦浩児 | 横田和            | やまとなおみち   | 飯飼一幸          |
| 白之章 | 3    | 遠すぎた橋         | 太過遙遠的路橋   | 大西信介 | うえだひでひと    | やまとなおみち   | 飯飼一幸 佐藤浩雅 |
| 白之章 | 4    | 特別な一日         | 特別的一天       | 福嶋幸典 | 鈴木幸雄          | 鈴木幸雄         | 田中薫            |
| 白之章 | 5    | アンダーグラウンド | 地下作戰         | 福嶋幸典 | 横田和            | やまとなおみち   | 飯飼一幸          |
| 白之章 | 6    | 黄金の七人         | 黃金七人組       | 三浦浩児 | 成田歳法          | 松本マサユキ     | 佐野隆敏          |
| 白之章 | 7    | 春不遠             | 春天將至         | 大西信介 | 鈴木幸雄          | 鈴木幸雄         | 田中薫            |
| 白之章 | 8    | 未完成交響楽       | 未完成的交響樂   | 福嶋幸典 | 西森章            | 小坂春女         | 本橋秀之          |
| 白之章 | 9    | 戦火のかなた       | 戰火的彼端       | 福嶋幸典 | 西森章            | 松本マサユキ     | 佐野隆敏          |
| 綠之章 | 10   | 戦争の犬たち       | 戰爭犬           | 福嶋幸典 | 成田歳法          | 佐藤豊 外内結子  | 前田実            |
| 綠之章 | 11   | 真昼の決闘         | 白晝的決鬥       | 福嶋幸典 | 鈴木幸雄          | 鈴木幸雄         | 田中薫            |
| 綠之章 | 12   | 風立ちぬ           | 風平浪靜         | 三浦浩児 | 奥脇雅晴          | ながはまのりひこ | たむらかずひこ    |
| 綠之章 | 13   | 追跡者             | 追蹤者           | 大西信介 | 日巻裕二          | 日巻裕二         | 前田実            |
| 綠之章 | 14   | 野いちご           | 野莓             | 大西信介 | 鈴木幸雄          | 鈴木幸雄         | 河玄鳥            |
| 綠之章 | 15   | 理由なき反抗       | 沒有理由的反抗   | 三浦浩児 | 奥脇雅晴          | 金敃秀           | 加納みずほ        |
| 綠之章 | 16   | 激突!              | 激戰             | 福嶋幸典 | 成田歳法          | 金敃秀           | 河玄鳥            |
| 綠之章 | 17   | 西部戦線異状なし   | 西部戰線無異常   | 福嶋幸典 | 日巻裕二          | 日巻裕二         | 前田実 佐野隆敏   |
| 青之章 | 18   | 夏への扉           | 前進夏天的大門   | 米村正二 | 篠原俊哉          | 篠原俊哉         | 佐野隆敏          |
| 青之章 | 19   | 恋する惑星         | 戀愛行星         | 米村正二 | ながはまのりひこ  | 金敃秀           | 河玄鳥            |
| 青之章 | 20   | 祈りの海           | 祈禱之海         | 米村正二 | 篠原俊哉          | 高島孝広         | 奥野浩行          |
| 青之章 | 21   | 里美の世界         | 里美的世界       | 米村正二 | 松本佳久          | 篠幸裕           | 加納みずほ        |
| 青之章 | 22   | 南の島の千寿       | 南島的千壽       | 米村正二 | 篠原俊哉          | 篠幸裕           | 松下清志          |
| 青之章 | 23   | マラソン・マン     | 馬拉松健將       | 米村正二 | 鈴木吉男 篠原俊哉 | 中島豊秋         | 加納みずほ        |
| 青之章 | 24   | 夏の終わりに       | 在夏日尾聲       | 米村正二 | 上野史博          | 篠幸裕           | 江森真理子        |
| 白之章 | OVA1 | おいしい生活       | 美味的生活       | 福嶋幸典 | 成田歳法          | 鈴木幸雄         | 田中薫            |
| 綠之章 | OVA2 | ロング·グッドバイ  | Long Good Bye    | 福嶋幸典 | 大原実            | 金敃秀           | 河玄鳥            |
| 青之章 | OVA3 | 父島の一番暑い日   | 父島最酷熱的夏天 | 福嶋幸典 | 高島孝広          | 高島孝広         | 佐野隆敏          |

### 播放電視台
| 放送地域   | 放送局             | 放送期間                       | 放送日時                 |
| ---------- | ------------------ | ------------------------------ | ------------------------ |
| 關東廣域圏 | 朝日電視台         | 2005年10月4日 - 2006年3月28日  | 火曜 26時40分 - 27時10分 |
| 中京廣域圏 | メ～テレ           | 2005年10月11日 - 2006年4月4日  | 火曜 26時51分 - 27時21分 |
| 近畿廣域圏 | ABC                | 2005年10月12日 - 2006年4月5日  | 水曜 26時58分 - 27時28分 |
| 北海道     | 北海道電視台       | 2005年10月12日 - 2006年4月5日  | 水曜 26時15分 - 26時45分 |
| 福岡縣     | 九州朝日放送       | 2005年10月17日 - 2006年4月10日 | 月曜 26時25分 - 26時55分 |
| 長崎縣     | 長崎文化放送       | 2005年10月19日 - 2006年4月12日 | 水曜 26時45分 - 27時15分 |
| 日本全域   | キッズステーション | 2005年11月10日 - 2006年4月20日 | 木曜 24時30分 - 25時00分 |
| 青森縣     | 青森朝日放送       | 2006年4月5日 - 9月13日         | 水曜 16時30分 - 17時00分 |

## 關連商品

### 廣播劇CD
- PS2ゲーム「ガンパレード・オーケストラ」ドラマCD Vol.1 ～白の章～
- PS2ゲーム「ガンパレード・オーケストラ」ドラマCD Vol.2 ～白の章～
- PS2ゲーム「ガンパレード・オーケストラ」ドラマCD Vol.3 ～緑の章～
- PS2ゲーム「ガンパレード・オーケストラ」ドラマCD Vol.4 ～緑の章～
- PS2ゲーム「ガンパレード・オーケストラ」ドラマCD Vol.6 ～青の章～
- PS2ゲーム「ガンパレード・オーケストラ」ドラマCD Vol.5 ～青の章～

### 相關CD
- PS2ゲーム「ガンパレード・オーケストラ」オリジナルサウンドトラック
- PS2ゲーム「ガンパレード・オーケストラ」主題歌集 — 美郷あき、橋本みゆき、栗林みな実
- TVアニメ「ガンパレード・オーケストラ」OP主題歌 Faze to love — 橋本みゆき
- TVアニメ「ガンパレード・オーケストラ」ED主題歌 ふたりが忘れない  — 美郷あき
- TVアニメ「ガンパレード・オーケストラ」オリジナルサウンドトラック Vol.1 ～ オーケストラ編 ～
- TVアニメ「ガンパレード・オーケストラ」オリジナルサウンドトラック Vol.2 ～ アコースティック編 ～

### 攻略本
- ガンパレード・オーケストラ 白の章‐青森ペンギン伝説‐ザ・コンプリートガイド (ISBN 978-4840233347)

作者：電撃プレイステーション編集部
發售日：2006年2月 出版社：電撃PlayStation
- ガンパレード・オーケストラ 緑の章‐狼と彼の少年 ザ・コンプリートガイド(ISBN 978-4840234641)

作者：電撃プレイステーション編集部
發售日：2006年5月 出版社：電撃PlayStation
- ガンパレード・オーケストラ 青の章‐光の海から手紙を送ります‐ザ・コンプリートガイド(ISBN 978-4840235778)

作者：電撃プレイステーション編集部
發售日：2006年9月 出版社：電撃PlayStation

### 小說版
- ガンパレード・オーケストラ 白の章 (ISBN 978-4840234702)

作者：榊 涼介 插畫：きむら じゅんこ
發售日：2006年6月 出版社：電撃文庫
- ガンパレード・オーケストラ 緑の章 (ISBN 978-4840236164)

作者：榊 涼介 插畫：きむら じゅんこ
發售日：2006年9月 出版社：電撃文庫
- ガンパレード・オーケストラ 青の章 (ISBN 978-4840236690)

作者：榊 涼介 插畫：きむら じゅんこ
發售日：2006年12月 出版社：電撃文庫

### 漫畫版
- ガンパレード・オーケストラ 1 白の章 (ISBN 978-4840234184)

原著：SCE  作畫：きむら じゅんこ
發售日：2006年3月27 出版社：電撃コミックス
- ガンパレード・オーケストラ 2 緑の章(ISBN 978-4840237482)

原著：SCE  作畫：きむら じゅんこ
發售日：2007年1月27 出版社：電撃コミックス
- ガンパレード・オーケストラ 3 青の章(ISBN 978-4840240918)

原著：SCE  作畫：きむら じゅんこ
發售日：2007年10月27 出版社：電撃コミックス

## 關連項目
- 高機動幻想

## 外部連結
- （日語）遊戲官方網頁 （页面存档备份，存于）
- （繁體中文）緯來綜合台《高機動交響曲GPO》官網 （页面存档备份，存于）